# Varciopsis vitripennis
Varciopsis vitripennis är en insektsart som först beskrevs av Lethierry 1890.  Varciopsis vitripennis ingår i släktet Varciopsis och familjen Nogodinidae. Inga underarter finns listade i Catalogue of Life.